# 二塚村 (富山県)
二塚村（ふたつかむら）は、かつて富山県射水郡に存在した村。現在の高岡市二塚地区。

## 沿革
- 1889年（明治22年）- 町村制の施行により、射水郡二塚村、西広上村の区域の一部、十二町分、上伏間江村、下伏間江村、上黒田村、下黒田村、林新村、二塚新村、上黒田新村及び東藤平蔵村の区域をもって、射水郡二塚村が発足する。
- 1942年（昭和17年）4月1日 - 高岡市に編入する。

## 概要
- 射水平野南部に位置し、ほぼ全域が田園地帯であったが、高岡テクノドーム、済生会高岡病院、イオンモール高岡、高岡スポーツコアなど大型施設があり宅地開発も進んでいる。北陸新幹線新高岡駅が開業してからは高岡市の新しい中心地となりつつある地域である。
- 地域の東側を庄川が、西側を千保川が、南から北へ流れている。
- 古くからの集落は、河川跡と河川跡との間の微高地上に南北に形成されている。
- 中世越後の武士・岩本兼佐がこの地で亡くなった際、「この地に白山神社の分社を祀り金の御幣と金の鷹を貢物として奉げてください。」との遺言を残した。この2つの神への貢物を、2つの塚に埋めたことが二塚の地名の由来とされる。

## 歴代村長
出典→
1. 大塚正二（1889年 - 1890年）
2. 中村廉太郎（1890年 - 1898年）
3. 石田則道（1898年 - 1904年12月）
4. 青木文助（1905年3月 - 1917年5月18日）
5. 三辺長作（射水郡書記による村長職務管掌、1917年5月11日 - 1917年6月30日職務解除）
6. 大坪貞太郎（1917年11月26日 - 1924年9月1日）
7. 林佐四郎（1923年9月24日 - 1927年1月14日）
8. 青木孝恒（1927年1月25日 - 1934年1月24日）
9. 武内清作（1935年1月25日 - 1939年1月24日）
10. 大坪傅平（1939年1月25日 - 1942年3月31日）

## 交通

### 鉄道路線
- 北陸新幹線・城端線新高岡駅
- 城端線二塚駅

### 道路
- 富山県道40号高岡庄川線
- 富山県道57号高岡環状線
- 富山県道58号高岡小杉線

## 名所・旧跡
- 恒性皇子の墓[4]

## 神社
- 惣社白山神社
- 一万当社